# Amerikansk lövgroda
Amerikansk lövgroda (Hyla cinerea) är en vanlig nordamerikansk art av lövgrodor som tillhör släktet Hyla och familjen Hylidae.  Den kallas även för carolinalövgroda eller amerikansk grön lövgroda.
Dessa grodor blir mellan 3,5 och 6 cm långa som vuxna. Hanarna är något mindre än honorna. Kroppsfärgen av den amerikanska gröna lövgrodan kan variera mellan starkt gulgrön, olivgrön och limongrön. Färgens mörkhet kan ändra sig beroende på ljus och temperatur. De har en vit, vitgul eller krämfärgad linje på varje sida, som går längs kroppen från hörnen av munnen. Små metallgula eller vita fläckar förekommer. De har fästskivor på tårna för bättre grepp vid klättring. Bakkroppen kan vara vitgul till gul. Huden är slät, men hanar har rynkade halsar. 
Den amerikanska lövgrodans miljö är oftast områden kring sjöar, åar och bondgårdar samt träsk och myrar. De kan hittas i de amerikanska sydstaterna och vissa norra och västra delar: hela Florida, södra Georgia, hela Louisiana, Delaware, östra Maryland, Virginia, östra North och South Carolina, östra Texas, samt längs Mississippifloden fram till södra Illinois. De finns möjligtvis även i nordöstra Mexiko.
Som de flesta grodor äter arten insekter (mest mygg och flugor) och andra små invertebrater. De ses ofta runt hemmet på fönster och utomhuslampor där de väntar på byte.
Parningsäsongen pågår mellan mitten av april och mitten av augusti. Honorna lägger upp till 400 ägg i grunt vatten som fästs på växtrötter. Äggen kläcks en vecka senare, och grodynglen förvandlas mellan 55 och 63 dagar efter äggkläckningen. Väderförhållandena påverkar parningen, som oftast äger rum under och efter regnskurar.
Arten är mycket populär som sällskapsdjur i Nordamerika och Europa.